# La rabbia
La rabbia és una pel·lícula documental italiana del 1963 produïda per Gastone Ferranti i dirigida per Pier Paolo Pasolini a la primera meitat i per Giovannino Guareschi a la segona part.

## Visió general
El productor de cinema Gastone Ferranti volia fer una pel·lícula amb dos dels intel·lectuals italians més importants dels anys 60: Giovannino Guareschi i Pier Paolo Pasolini, tot i ser diametralment oposats: un monàrquic de dreta i l'altre comunista militant, i tanmateix qualificat d'"heretges" pel seu propi bàndol. L'objectiu del productor era fer una mena de "match" on Guareschi i Pasolini donen les seves pròpies respostes a una sola pregunta, és a dir, quina va ser la causa del descontentament, de la por i dels conflictes que sacsejaven la societat de l'època. La pel·lícula, que analitza els conflictes socials del món contemporani d'una manera fortament crítica i controvertida, s'ha realitzat a través del muntatge d'antigues imatges de notícies Mondo Libero de Ferranti, material d'arxiu de diferents països, imatges d'art, llibres i revistes. Guareschi critica la degradació de l'art amb finalitats comercials, i més àmpliament la modernitat "sense ànima" que elimina qualsevol perspectiva que no sigui el materialisme i, finalment, provoca desconfiança cap al futur.
En la seva part del documental, Pasolini tracta de la Revolució hongaresa de 1956 i de la Revolució Cubana, lloa el progressisme, la descolonització i la lluita de classes, agafa la mort de Marilyn Monroe com a exemple per parlar de la mort de la bellesa, es queixa de la desaparició del món rural i critica durament la industrialització, el conservadorisme, l'anticomunisme i la burgesia. Part de la pel·lícula de Pasolini es va tallar per deixar lloc a Guareschi en el tall final.
Tot i partir de posicions oposades, les afirmacions de Guareschi i Pasolini tenen alguns punts de convergència, sobretot pel que fa a l'alienació i la deshumanització en el món modern. Fins i tot podria semblar que tots dos van resultar profètics, encara que de manera negativa.

## Recepció
La pel·lícula es va estrenar l'any 1963, però va ser retirada dels cinemes poques setmanes després. La pel·lícula va tenir un mal rendiment a la seva estrena, donant lloc a poca circulació. La meitat de Pasolini va tenir una circulació limitada els anys posteriors, mentre que la meitat de Guareschi va desaparèixer completament. En l'època contemporània hi ha hagut un interès renovat, especialment pel seu ús creatiu de la imatge d'arxiu i la cinematografia. El 2011 el crític Evan Calder Williams va descriure la part de la pel·lícula de Pasolini com "un d'aquells exemples singularment verinosos de com "l'art polític" no ha de fer-te odiar tant la política com l'art", però va descartar la de Guareschi com "una petita pel·lícula de dreta escombraria"; Williams conclou que "no hi ha res que no sigui profundament conservador, de llengua feble i petitament feixista al costat" de la seqüència de Pasolini.
No va ser fins a la 65a Mostra Internacional de Cinema de Venècia per veure la pel·lícula de Pasolini tornada a la llum, restaurada i en una versió de "tall de director ampliat". Giuseppe Bertolucci, el director del projecte de restauració, va justificar l'absència de la meitat de Guareschi definint les seves declaracions sobre la descolonització i sobre la Guerra d'Algèria "intolerables". Aleshores Bertolucci també era el cap de la comissió per a les celebracions del centenari del naixement de Guareschi: arran de les seves declaracions, evidentment va haver de dimitir. Un cop esclatada la polèmica, La rabbia es va projectar al "Fiuggi Family Festival" l'any següent, tant amb la part de Guareschi com de Pasolini, amb gran èxit de públic.